# Музей Азиза Алиева
Музей Азиза Алиева — мемориальный музей, расположенный в городе Хачмаз, Азербайджан. Он посвящен Азизу Алиеву, государственному деятелю Азербайджана.

## История
Азиз Алиев известен своей политической и общественной деятельностью в Азербайджане и Дагестане. Причиной создания музея в Хачмазе является граница этого города с Республикой Дагестан.
Строительство здания началось в августе 2013 года. В организации музея помогали сотрудники Национального музея истории Азербайджана.
Открытие музея Азиза Алиева состоялось в декабре 2013 года. В церемонии открытия приняли участие делегация Республики Дагестан в составе 30 человек, высокопоставленные государственные и официальные деятели Азербайджана, члены парламента и представители общественности.
Выступавшие на церемонии открытия музея представители Народного собрания Дагестана отметили, что Азиз Алиев благодаря своей многосторонней деятельности, гуманизму и заботливости стал символом неразрывной дружбы дагестанского и азербайджанского народов.

## Особенности
Здание музея покрыто каменной облицовкой. Перед музеем установлен бюст Азиза Алиева. Музей площадью 400 м² состоит из 1 зала и 2 комнат, где экспонируются примерно 150 фотоснимков и официальных документов, отражающих детство, юность, студенческие годы, годы Второй мировой войны и другие периоды жизни и деятельности видного государственного деятеля Азиза Алиева.